# Pegli

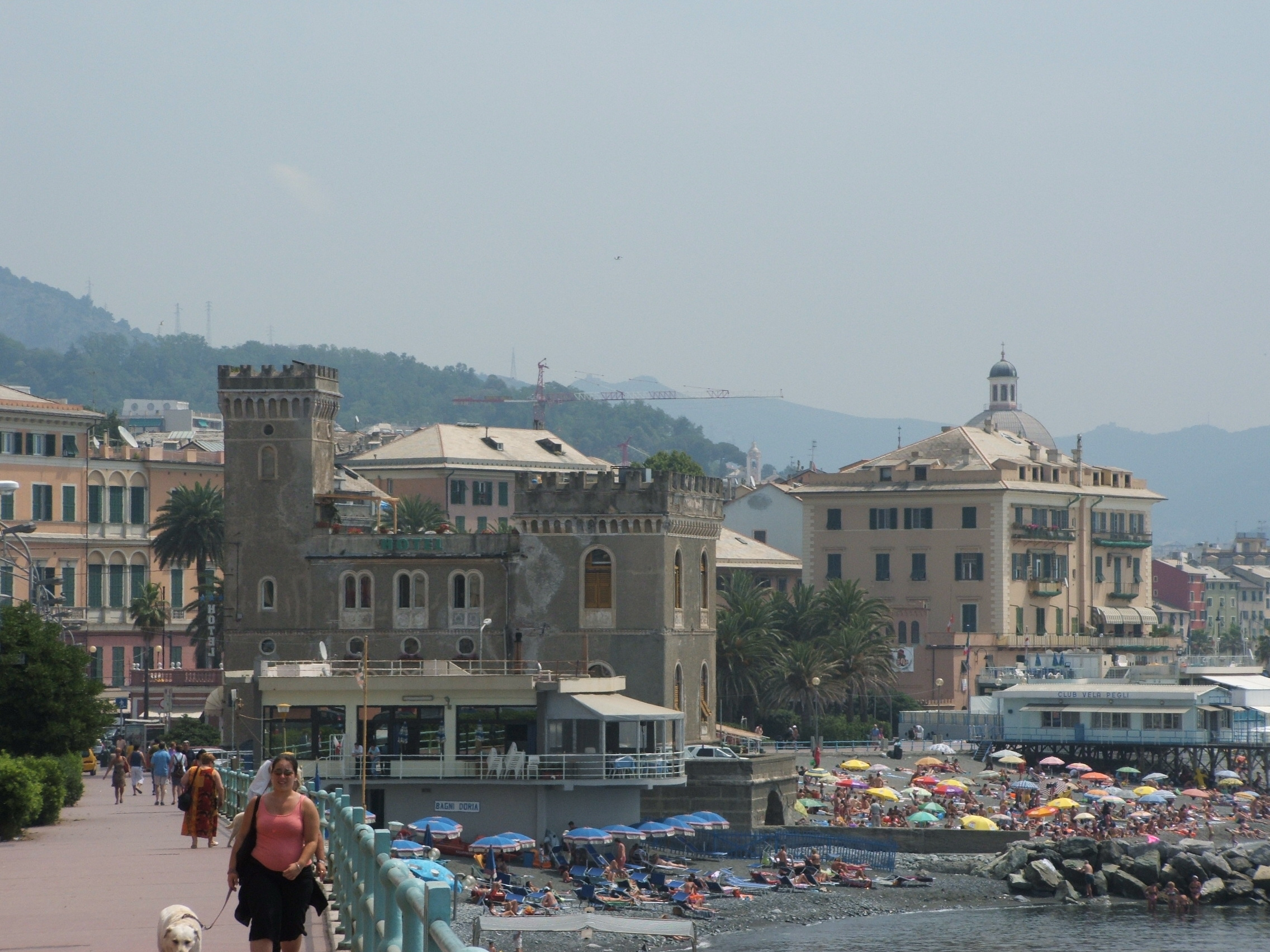
Orla de Pegli.

Pegli é um bairro no oeste da cidade de Gênova, na Itália. Foi município autônomo até 6 de fevereiro de 1926, quando foi incorporado ao município de Génova.
Com um clima ameno e uma orla marítima, Pegli é principalmente uma área residencial com quatro parques públicos e muitas casas e mansões. Ele é conhecido também como uma estância turística com alguns hotéis, parques de campismo e clubes. Conta ainda com muitos restaurantes e lojas e está conectado ao centro de Gênova por trem, barco e ônibus.
Em 21 de novembro de 1854, Giacomo della Chiesa nasceu em Pegli, que mais tarde tornar-se-ia o papa Bento XV.